# Phelotrupes jekeli
Phelotrupes jekeli là một loài bọ cánh cứng trong họ Geotrupidae. Loài này được Harold miêu tả khoa học năm 1869.